# Japán idol

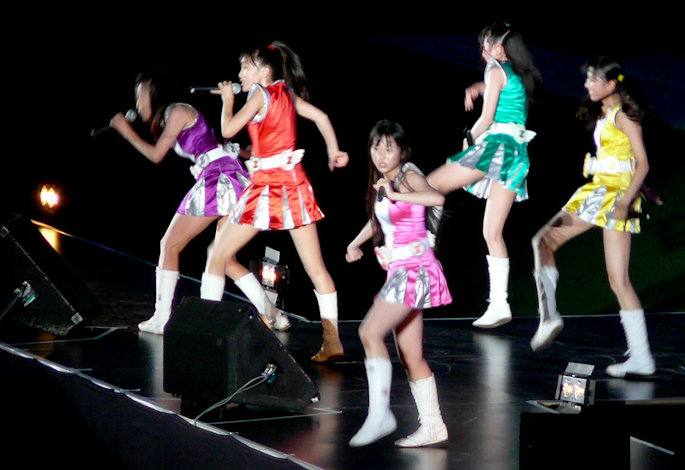
Momoiro Clover Z

Idolnak nevezik a japán kultúrában azokat a kavaii médiahírességeket, akik még tizenévesen, vagy húszaséveik elején váltak ismertté. Az elnevezést a K-popban is alkalmazzák.

## Története
A jelenség úttörője Sylvie Vartan Japánban is népszerű, bolgár–magyar származású francia énekesnő, és a róla szóló Cherchez l'idole című 1963-as francia film volt. Fénykoraként az 1980-as éveket tartják számon, évi 40-50 új idollal, melyek néhánya máig az élmezőnyben maradt. Az 1990-es évek rockosodása mélypontot jelentett ugyan, de csak az ezredfordulóig, ami után ismét felvirágzásnak indult a kultúra ezen része – főként a Hello! Project gondozásában.

## A japán idol
A modern kultúra legnépszerűbb – minden aktuális zenei toplistát vezető – idoljai Japánban ma az AKB48 nevű – Guinness-rekorder taglétszámú – J-pop együttes.
A Momoiro Clover Z egy japán lányegyüttes, melyet 2008-ban hozott létre az Stardust Promotion.
A dalszövegek általában játékbarlangokról, animéről és mangáról szólnak, valamint arról, ami Tokió elektronikai negyedében, Akihabarában történik.
Iskolai egyenruhában járnak, hogy az ártatlanság látszatát keltsék. Sok rajongó szexuálisan is vonzódik a néha tizenéves idolokhoz. 
Sokan még minimálbért sem keresnek, miközben az iparágat üzemeltető döntő többségben férfiak meggazdagodnak.